# Kleptofarmakofagija
Kleptofarmakofagija je izraz, ki se uporablja za opisovanje ekološkega odnosa med dvema različnima organizmoma, kjer prvi krade in uživa kemične spojine drugega. Ta znanstveni termin so predlagali avstralski biologi septembra leta 2021 v znanstvenem članku, ki je bil objavljen v reviji Ecology. Pojav so prvič opazili pri metuljih, ki so napadali gosenice in srkali njihovo notranjo tekočino, predvidoma z namenom pridobivanja toksičnih alkaloidov, ki se uporabljajo tako za obrambo kot tudi paritvene namene.

## Značilnosti
Kleptofarmakofagija je generični izraz in znanstveni neologizem, ki se uporablja za opisovanje pojava kemične kraje med živečimi organizmi. Ta posebni vedenjski tip je nekaj novega za raziskovalce, saj se ne ujema s tradicionalnimi opisi bioloških interakcij. Kleptofarmakofagije ni moč definirati zgolj s pomočjo uporabe klasičnih ekoloških odnosov in njihovih opisov; kot so denimo plenjenje, zajedavstvo in mutualizem. Poleg tega, da je kleptofarmakofagija medvrstna (interspecifična), lahko ta odnos zajema tudi kanibalistično početje (je torej znotrajvrsten ali intraspecifičen odnos), pri čemer odrasli napadajo ličinke svoje vrste.

## Pri metuljih
Ta pojav so prvič opisali pri metuljih, ki so se hranili z živimi ličinkami – gosenicami. Prvotno odkritje se je zgodilo leta 2019 v gozdovih Indonezije, ko sta dva raziskovalca opazila, da so bili metulji poddružine Danainae različnih vrst, še posebej poznani po svoji strupenosti in intenzivnih svarilnih barvah (aposematizem), v interakciji z ličinkami metuljev.
Odrasle žuželke so napadale in trpinčile gosenice ter jih praskale s pomočjo majhnih tarzalnih krempeljcev na nogah, dokler se ni kutikula ličink pretrgala in je iz notranjosti začela pronicati notranja tekočina. Metulji so zatem s pomočjo dolgega in zavitega sesala (rilčka) začeli srkati iztekajočo tekočino, četudi so se opazovane gosenice upirale in poskušale ustaviti početje odraslih. Odrasle žuželke so napadale tako žive kot tudi poginule gosenice, pri čemer so žive gosenice pogosto preživele napad. Pridobivanje kemičnih spojin iz mrtvih gosenic se imenuje nekrofarmakofagija.
Poznan je en primer kleptofarmakofagije med dvema odraslima metuljema; samček Ideopsis vitrea vitrea se je hranil s tekočino, ki je pritekala iz kril samčka vrste I. blanchardii blanchardii.

### Pomen
Strokovnjaki menijo, da tovrstna kemična kraja služi vsaj dvema vlogama. S hranjenjem s toksičnimi gosenicami odrasli metulji pridobijo dodatne strupe, ki služijo kot zaščita pred plenilci. Ukradeni toksini, večinoma pirolizidinski alkaloidi (PA), so še posebej pomembni za samce metuljev, ki te spojine uporabljajo pri proizvajanju paritvenih feromonov.
Dodatno so omenjene kemikalije sestavine tako imenovanih paritvenih (nuptialnih) darilc, sestavljenih iz moške sperme in hranil, ki jih samci podarijo samicam med parjenjem. Pomembnost tovrstne kemične kraje za samce metuljev je moč ponazoriti s pomočjo vzorca več ducatov posameznikov, ki so jih raziskovalci opazili pri kleptofarmakofagiji, pri čemer je bil le en metulj ženskega spola, vsi ostali pa moškega.

### Podobno vedenje
Metulje poddružine Danainae so poprej videli, da so se prehranjevali z umirajočimi kobilicami družine Pyrgomorphidae, za katere je znano, da vsebujejo strupene alkaloide. Želene kemikalije naj bi ti metulji pridobivali tudi iz trupelc poginulih žuželk drugih taksonov. Med podobna vedenja spada pojav, ko odrasli metulji praskajo liste raznih rastlin, ki v svojih vegetativnih organih posedujejo različne toksine. Ker je bila kleptofarmakofagija opisana in dokumentirana le malokrat, strokovnjaki menijo, da je običajni način za pridobivanje in kopičenje tovrstnih kemikalij prehranjevanje s pomočjo rastlin, ki vsebujejo alkaloide. Kleptofarmakofagija naj bi bila alternativni način pridobivanja teh kemikalij.